# Копійки
Копі́йки — село в Україні, у Великописарівській громаді Охтирського району Сумської області. Населення становить 43 осіб. Колишній орган місцевого самоврядування — Ямненська сільська рада.

## Географія
Село Копійки розташоване на лівому березі річки Івани, вище за течією на відстані 0.5 км розташоване село Розсоші, нижче за течією на відстані 1.5 км розташоване село Спірне.
Поруч пролягає автомобільний шлях Т 1705.

## Історія
Село постраждало внаслідок геноциду українського народу, проведеного окупаційним урядом СССР 1932–1933 та 1946–1947 роках.
12 червня 2020 року, відповідно до розпорядження Кабінету Міністрів України № 723-р «Про визначення адміністративних центрів та затвердження територій територіальних громад Сумської області», село увійшло до складу Великописарівської селищної громади.
19 липня 2020 року, в результаті адміністративно-територіальної реформи та ліквідації Великописарівського району, увійшло до складу новоутвореного Охтирського району.

## Населення

### Мова
Розподіл населення за рідною мовою за даними перепису 2001 року:
| Мова       | Кількість | Відсоток |
| ---------- | --------- | -------- |
| українська | 43        | 100%     |